# سفينة جيهان
جيهان هي سفينة إيرانية، تم القبض عليها في 23 يناير 2013، وهي محملة بالأسلحة عندما كانت في طريقها إلى ميناء ميدي الذي يسيطر عليه الحوثيين لتزويدهم بحمولتها، وكانت السفينة تحمل 48 طناً من الأسلحة والقذائف والمتفجرات وصفت بأنها شديدة الانفجار حسب وزارة الداخلية اليمنية، وبين الاسلحة صواريخ سام 2 وسام 3 المضادة للطائرات وتقدمت الحكومة اليمنية بطلب لمجلس أمن الأمم المتحدة للتحقيق في القضية واستجاب مجلس العقوبات في المجلس للطلب المقدم حسب رواية محلية.، من جانبها نفت وزارة الخارجية الإيرانية في 3 فبراير علاقة إيران بالسفينة.
وبعد سيطرة الحوثيين على صنعاء في ديسمبر 2014 قاموا بمحاصرة مقر الأمن القومي الذي يعتقل فيه ثلاثة إيرانيين متهمين في تهريب الأسلحة على متن السفينة الإيرانية «جيهان 1»، الذين يشتبه في أنهم أعضاء في الحرس الثوري الإيراني، وبوساطة عمانية أفرج عنهم وجرى نقلهم، على متن طائرة عمانية من مطار عدن الدولي جنوبي اليمن.
في 25 ديسمبر 2014 أختطف الحوثيين ضابط في الأمن السياسي اليمني برتبة لواء يعتبر المسؤول عن ملف قضيتي خلايا التجسس الإيرانية التي قبض عليها في اليمن وسفينة جيهان، وكان قد عمل المراني في الأمن السياسي بصعدة ل25 عاماً ، وأفرج عنه لاحقاً بوساطة عمانية.
وكانت الداخلية اليمنية أعلنت في يوليو 2012 عن ضبط شبكة تجسس إيرانية تعمل منذ 7 سنوات ويقودها ضابط سابق في الحرس الثوري الإيراني وتدير عمليات تجسس في اليمن والقرن الإفريقي.

## خلفية
أعلنت الحكومة اليمنية مرارا اعتقالها لشبكات تجسس إيرانيه، وكان أول إعلان عن كشف شحنات أسلحة إيرانية في عام 2009، حيث أعلنت السلطات اليمنية ضبطها لسفينة إيرانية محملة بالأسلحة لدعم الحوثيين. بينما نفت طهران الاتهامات ووصفت تصريحات الحكومة اليمنية بالكاذبة والمسيئة على حد تعبير بيان السفارة الإيرانية في صنعاء. ولاحقا قضت المحكمة اليمنية في 25 أكتوبر 2011 بإدانة ستة بحارة إيرانيين بتهمة دخول الأراضي اليمنية بطرق غير شرعية، والاكتفاء بمدة الحبس السنتين التي قضوها في السجن من تاريخ إلقاء القبض عليهم، وترحليهم من الأراضي اليمنية.

## السفينة
وقال مصدر عسكري يمني لبي بي سي إن الكميات الكبيرة من الأسلحة والمتفجرات وأجهزة الاتصالات المتطورة التي ضبطت داخل السفينة كانت معدة لاستخدامها في حروب العصابات وعمليات الاغتيالات وتفجير المنشآت المحصنة جيدا.
بحسب الرواية الحكومية اليمنية فأن شحنة الأسلحة شملت 2000 بندقية آلية، و150 ألف طلقة آلية، و200 قطعة رشاش معدل، و100 ألف طلقة رشاش معدل، و100 قطعة مدفع هاون عيار 82 مل، و50 ألف قذيفة هاون عيار 82 مل، و200 قاذف بازوكا، و5000 قذيفة آر بي جي.
بالإضافة إلى صواريخ كاتيوشا إم 122 وصواريخ سطح جو وقذائف صاروخية ونظارات للرؤية الليلية إيرانية الصنع و«أنظمة مدفعية تتعقب أهدافا برية وبحرية على بعد 40 كيلومترا»، وأيضا كواتم للصوت و2.66 طن من المتفجرات وذخيرة وأعيرة نارية.

## المحاكمة
عقدت المحكمة الجزائية المتخصصة بعدن في 30 إبريل 2013، أولى جلساتها للنظر في قضية سفينة السلاح الإيرانية «جيهان».

## الإفراج عن طاقم السفينة
بعد سيطرة الحوثيين على صنعاء في ديسمبر 2014 قاموا بمحاصرة مقر الأمن القومي الذي يعتقل فيه ثلاثة إيرانيين متهمين في تهريب الأسلحة على متن السفينة الإيرانية «جيهان 1»، الذين يشتبه في أنهم أعضاء في الحرس الثوري الإيراني، وبوساطة عمانية أفرج عنهم وجرى نقلهم، على متن طائرة عمانية من مطار عدن الدولي جنوبي اليمن.